# Анонимизация трафика
Анонимизация трафика — процесс удаления или сокрытия данных в сети с целью предотвращения идентификации источника трафика и места назначения.
Организация анонимного трафика возможна различными способами:
- Анонимные сети[1][2][3][4] — создание анонимной структуры поверх или вместо уже существующих сетей.
- Анонимные прокси сервера[3][4] — подключение к сети через сервер-посредник.
- Анонимные Веб-прокси[4] — схоже с обычными прокси, но предоставляет доступ через сайт без необходимости настройки клиентских программ.
- Анонимные VPN-сервисы[2][3][4] — обеспечивают туннелирование трафика.